# Han glömde henne aldrig
Han glömde henne aldrig är en svensk romantisk dramafilm från 1952 i regi av Robert B. Spafford och Sven Lindberg.

## Handling
Under andra världskriget tjänstgjorde svensk-amerikanen Chris Johnson i det amerikanska flygvapnet. Hans plan träffades av tysk eld och han tvingades nödlanda i Sverige. Johnson skadades och togs in på sjukhus, där han träffade sjuksköterskan syster Karin. 
Chris och Karin hade en kort romans, men då han återvände till USA och försökte hålla kontakt per brev tog den slut. Sju år senare återvände han till Sverige i affärer och då han aldrig glömt Karin reste han tidigare än planerat för att försöka hitta henne på nytt.

## Om filmen
Premiärvisningen av filmen ägde rum den 11 november 1952 i Stockholm.

## Rollista i urval
- Anita Björk - Karin Engström
- Sven Lindberg - Christopher "Chris" Johnson, svensk-amerikan
- Gunnar Sjöberg - kirurgen Nilsson, Karins man
- Elsie Albiin - Brita Martin
- Austin Goodrich - Curly Martin, rederitjänsteman, Britas make
- Gösta Cederlund - direktör Höglund
- Tord Stål - pastor Andersson i Stockholms Storkyrkoförsamling
- Manne Grünberger - apotekare
- Ragnvi Lindbladh - mottagningssköterska på sjukhuset
- Guje Lagerwall - prostituerad
- Arne Lindblad - hotellportier
- Torsten Lilliecrona - konstapel
- Gösta Prüzelius - Tore, medarbetare till direktör Höglund
- Curt "Minimal" Åström - medarbetare till direktör Höglund
- Carl-Gustaf Lindstedt - medarbetare till direktör Höglund
- Dordy Hylén - Inga Svensson, Britas kusin
- Arne Källerud - vakthavande på polisstationen i Gamla Stan
- Inga-Lill Åhström - portvaktsfrun
- Göran Lidström - Charlie, Karins och Chris son

## DVD
Filmen gavs ut på DVD 2005 tillsammans med dramat Mot nya tider.